# Ivone Ramos
Pour les articles homonymes, voir Ramos.
Ivone Aida Lopes Rodrigues Fernandes Ramos, née le 7 septembre 1926 à Santa Catarina (Cap-Vert) et morte le 3 mars 2018 à Mindelo (Cap-Vert), est une autrice capverdienne.

## Biographie
Elle est née de Armando Napoleão Rodrigues Fernandes et Alice Lopes da Silva Fernandes. Elle appartient à une famille comprenant d'autres figures littéraires, dont ses oncles et cousins José Lopes da Silva, poète, António Aurélio Gonçalves et Baltasar Lopes da Silva, sa sœur Orlanda Amarílis et son beau-frère Manuel Ferreira. Elle a également des liens familiaux avec la poète Yolanda Morazzo.
À six ans, elle retourne à Assomada. Elle aime lire depuis son enfance. Ses genres de prédilection sont les oeuvres politiques, les histoires d'amour et d'espionnage, les livres médiévaux et autres. En grandissant, elle est très tôt sensibilisée aux problèmes locaux et mondiaux.
Elle déménage ensuite sur l'île de São Vicente et vit chez son oncle, l'écrivain António Aurélio Gonçalves, où elle commence à écrire des histoires, dont des histoires du folklore du Cap-Vert. Ces histoires lui sont racontées par ses voisins, leurs femmes au foyer et les aînés de Santa Catarina et de São Nicolau, dans la cour et à la porte de la maison, sous le ciel étoilé. Ce sont des récits de sorciers, de personnes aux facultés extraordinaires  ou de héros qui partent en missions pleines de dangers.
Ce n'est que bien plus tard que ces histoires lui inspirent une série de livres. Son premier livre est Vidas Vividas, publié en 1990. Elle réédite le livre de son père, Léxico do dialecto crioulo do arquipélago de Cabo Verde, en 1990 à Mindelo,. Elle réalise par la suite d'autres récits, dont Futcera ta cendê na Rotcha, publié en 2000, et Exilada, publié en 2005. En 2009, elle sort un livre de contes pour enfants intitulé Mam Bia Tita conta estória na criol.

## Œuvres
- Vidas Vividas, 1990
- Futcera ta cendê na Rotcha, 2000
- A exilada, 2000
- Mambia tita contá história na criol, 2009
- Capotóna